# Balatonfenyves
Balatonfenyves je gradić u središnjoj zapadnoj Mađarskoj.
Zauzima površinu od 51,93 km četvorna.

## Zemljopisni položaj
Nalazi se na 46° 42′ 39,49″ sjeverne zemljopisne širine i 17° 28′ 39,58″ istočne zemljopisne dužine, na obali Blatnog jezera.
Sjeveroistočno uz obalu je Alsóbélatelep, a jugozapadno uz obalu Balatonmáriafűrdő. Jugozapadno je Balatonkeresztur te nešto južnije Balatonújlak, južno su Somogyszentpal i  Nagybereki Fehér-víz, a jugoistočno je Buzsák.

## Upravna organizacija
Nalazi se u Fonjodskoj mikroregiji u Šomođskoj županiji. Poštanski broj je 8646.

## Povijest
1981. bio je pripojen Fonyódu, a 1992. ponovo je osamostaljen.

## Promet
Nalazi se na željezničkoj pruzi Budimpešta - Stolni Biograd - Velika Kaniža i državnoj cestovnoj prometnici br. 7. U Balatonfenyvesu su dvije željezničke postaje. Južno prolazi cestovna prometnica E71 (M7).
Balatonfenyveska poljska željeznica ide iz Balatonfenyvesa do obližnjih naselja.

## Stanovništvo
Balatonfenyves ima 1806 stanovnika (2001.). Većina su Mađari, a 1,3&% su Nijemci, po 0,3% je Hrvata i Roma.

## Poznate osobe
- Zsigmond Szendrey

## Vanjske poveznice
- (mađarski) Službena stranica